# L'Empire de la perfection
Pour plus de détails, voir Fiche technique et Distribution.
L'Empire de la perfection est un film documentaire français réalisé par Julien Faraut, sorti en 2018.
Ce film s'intéresse à la technique de jeu et au tempérament du tennisman John McEnroe, alors en quête de la victoire au tournoi de Roland-Garros, tout en mettant en lumière le travail de Gil de Kermadec.

## Synopsis
Ce film est principalement constitué par trois catégories d'images qui se succèdent.
D’abord, il s’ouvre sur les images issues du film Les bases techniques du tennis réalisé par Gil de Kermadec en 1966 et sur une citation de Jean-Luc Godard : « Le cinéma ment, pas le sport. » Ces images en noir et blanc montrent un acteur exécutant avec lenteur et parfois sans balle les principaux déplacements et actions du tennis.
Suivent des images en couleur provenant des rushes produits par Gil de Kermadec et utilisés pour son film Roland-Garros 1985 portant sur John McEnroe. Dans ces images, la caméra se focalise sur McEnroe : l’autre joueur est rarement filmé et les échanges, le match ne sont pas montrés. Les points forts du jeu de McEnroe sont énoncés, notamment sa variété et son imprévisibilité, provoquant chez ses adversaires un sentiment d’insécurité. Différentes scènes où McEnroe s’emporte, soit contre les arbitres ou juges de ligne, soit contre les photographes, cadreurs ou preneurs de sons, sont mises en avant. Par le biais de très brefs extraits du film Amadeus, un rapprochement est fait entre McEnroe et Mozart. Dans l’un de ses extraits, Mozart dit : « Je suis un homme vulgaire mais je puis vous assurer que ma musique ne l’est pas. »
Enfin viennent les images de la finale simple messieurs de 1984 du tournoi de Roland-Garros opposant John McEnroe et Ivan Lendl. Cette finale n’est pas montrée en intégralité mais les séquences sélectionnées suivent la chronologie du match : entrée des joueurs sur le court, échanges remarquables et points décisifs, victoire de Lendl et défaite de McEnroe, remise des trophées… Cette partie du film se différencie de la précédente par le fait que le point de vue adopté n’est plus le même : les deux joueurs sont montrés.

## Fiche technique
- Titre : L'Empire de la perfection
- Réalisation : Julien Faraut
- Scénario : Julien Faraut
- Musique : K-Raw, Cyril Bilbeaud et Serge Teyssot-Gay
- Montage : Andreï Bogdanov
- Production : William Jéhannin et Raphaëlle Delauche
- Société de production : UFO Production
- Société de distribution : UFO Distribution (France)
- Pays :  France
- Genre : documentaire
- Durée : 90 minutes
- Dates de sortie : 
  - France : 11 juillet 2018
  - États-Unis : 22 août 2018

## Distribution
- Mathieu Amalric : le narrateur
- John McEnroe
- Ivan Lendl

## Accueil
Le film a été bien accueilli par la presse spécialisée.
Stéphane Delorme, pour les Cahiers du cinéma, le décrit comme une « fascinante étude de caractère ».